# Juego de las Estrellas de la Major League Soccer

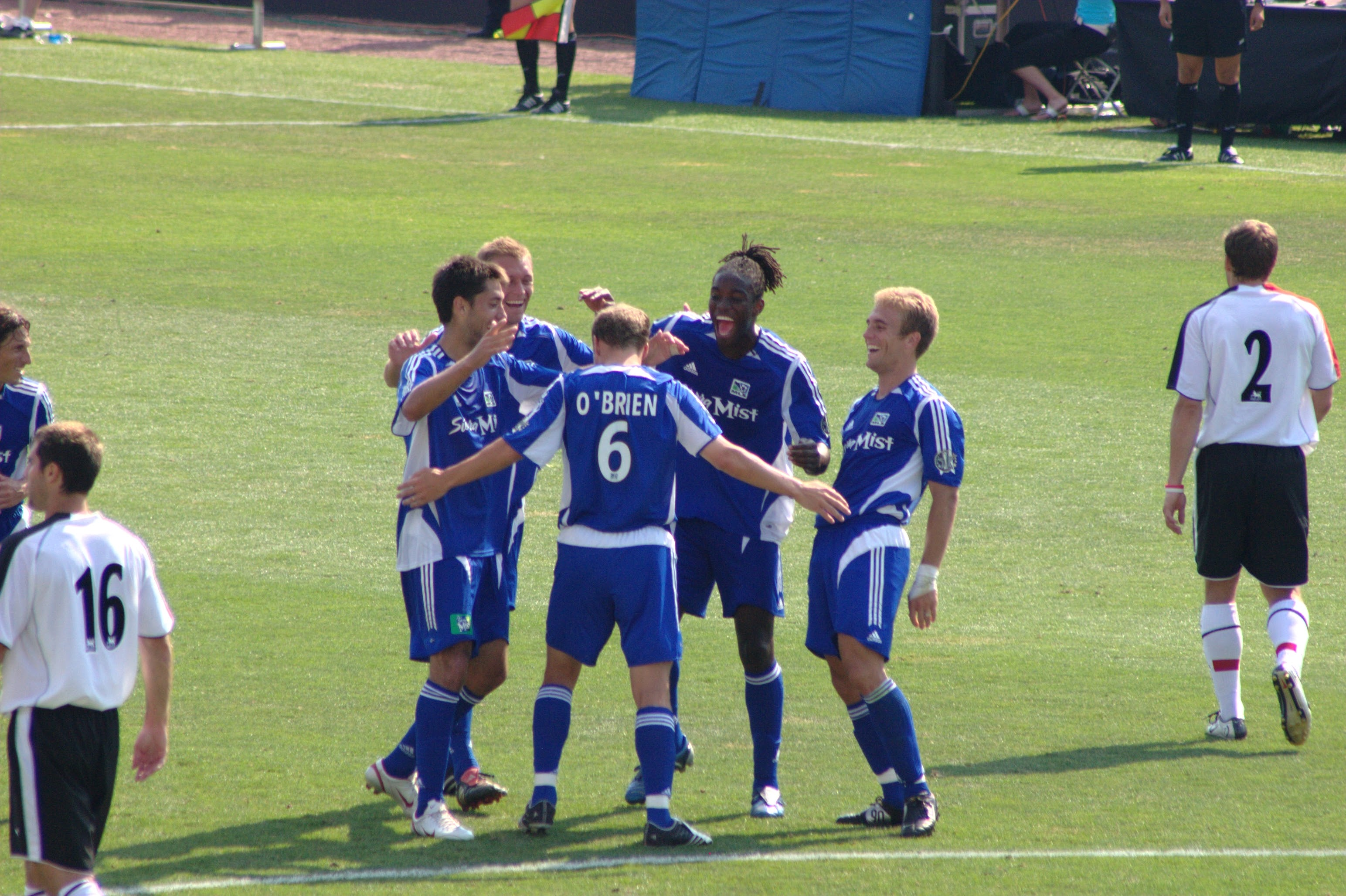
El All-Star de la Major League Soccer celebra un gol en el MLS All-Star Game, el 30 de julio de 2005, en el Columbus Crew Stadium.

El Partido de las Estrellas de la Major League Soccer (en inglés: Major League Soccer All-Star Game), también llamado MLS All Stars, es un partido de carácter amistoso que se lleva a cabo a la mitad de cada temporada de la Major League Soccer, primera división del fútbol en los Estados Unidos y Canadá, que es quien organiza el evento. El partido se asemeja al juego de las estrellas de la NBA, NFL y MLB.
En 1996 y 1997, el partido enfrenta a selecciones de los equipos del este y oeste, a semejanza de la NBA. En 1998 se enfrentan equipos de jugadores estadounidenses contra extranjeros. Luego se volvió al formato este-oeste desde 1999 hasta 2001.
La selección de la MLS jugó contra la selección de Estados Unidos en 2002 y C.D. Guadalajara en 2003. Nuevamente hubo un partido de selecciones de equipos del este y oeste en 2004. Del 2005 hasta 2019 la selección de la MLS recibió a un club europeo, mientras que la edición de 2020 fue suspendida por la pandemia del COVID-19.
En 2021, 2022. 2024 y 2025 la selección de la MLS se enfrentó a la selección de la Liga MX, mientras que en 2023 la selección de la MLS se enfrentó a un club invitado.

## Resultados
| Año                                                         | Local                                                       | Marcador                                                    | Visitante                                                   | Estadio                                                     | Ciudad                                                      | Asistencia                                                  |
| Este contre Oeste (1996–2004, excluyendo 1998, 2002 y 2003) | Este contre Oeste (1996–2004, excluyendo 1998, 2002 y 2003) | Este contre Oeste (1996–2004, excluyendo 1998, 2002 y 2003) | Este contre Oeste (1996–2004, excluyendo 1998, 2002 y 2003) | Este contre Oeste (1996–2004, excluyendo 1998, 2002 y 2003) | Este contre Oeste (1996–2004, excluyendo 1998, 2002 y 2003) | Este contre Oeste (1996–2004, excluyendo 1998, 2002 y 2003) |
| ----------------------------------------------------------- | ----------------------------------------------------------- | ----------------------------------------------------------- | ----------------------------------------------------------- | ----------------------------------------------------------- | ----------------------------------------------------------- | ----------------------------------------------------------- |
| 1996                                                        | Este                                                        | 3–2                                                         | Oeste                                                       | Giants Stadium                                              | Rutherford del Este, Nueva Jersey                           | 78.416                                                      |
| 1997                                                        | Este                                                        | 5–4                                                         | Oeste                                                       | Giants Stadium                                              | Rutherford del Este, Nueva Jersey                           | 24.816                                                      |
| 1998                                                        | MLS USA                                                     | 6–1                                                         | MLS Mundo                                                   | Estadio Citrus Bowl                                         | Orlando, Florida                                            | 34.416                                                      |
| 1999                                                        | Oeste                                                       | 6–4                                                         | Este                                                        | Qualcomm Stadium                                            | San Diego, California                                       | 23.227                                                      |
| 2000                                                        | Este                                                        | 9–4                                                         | Oeste                                                       | Columbus Crew Stadium                                       | Columbus, Ohio                                              | 23.495                                                      |
| 2001                                                        | Este                                                        | 6–6                                                         | Oeste                                                       | Spartan Stadium                                             | San José, California                                        | 23.512                                                      |
| 2002                                                        | Estrellas MLS                                               | 3–2                                                         | Estados Unidos                                              | RFK Stadium                                                 | Washington D. C.                                            | 31.096                                                      |
| 2003                                                        | Estrellas MLS                                               | 3–1                                                         | Guadalajara                                                 | The Home Depot Center                                       | Carson, California                                          | 27,000                                                      |
| 2004                                                        | Este                                                        | 3–2                                                         | Oeste                                                       | RFK Stadium                                                 | Washington D. C.                                            | 21.378                                                      |
| Estrellas MLS contra equipos de Europa (2005–2019)          |                                                             |                                                             |                                                             |                                                             |                                                             |                                                             |
| 2005                                                        | Estrellas MLS                                               | 4–1                                                         | Fulham                                                      | Columbus Crew Stadium                                       | Columbus, Ohio                                              | 23.309                                                      |
| 2006                                                        | Estrellas MLS                                               | 1–0                                                         | Chelsea                                                     | Toyota Park                                                 | Bridgeview, Illinois                                        | 21.210                                                      |
| 2007                                                        | Estrellas MLS                                               | 2–0                                                         | Celtic                                                      | Dick's Sporting Goods Park                                  | Commerce City, Colorado                                     | 18.661                                                      |
| 2008                                                        | Estrellas MLS                                               | 3–2                                                         | West Ham United                                             | BMO Field                                                   | Toronto, Ontario, Canadá                                    | 20.844                                                      |
| 2009                                                        | Estrellas MLS                                               | 1–1 (3–4 p)                                                 | Everton                                                     | Rio Tinto Stadium                                           | Sandy, Utah                                                 | 20.124                                                      |
| 2010                                                        | Estrellas MLS                                               | 2–5                                                         | Manchester United                                           | Reliant Stadium                                             | Houston, Texas                                              | 70.728                                                      |
| 2011                                                        | Estrellas MLS                                               | 0–4                                                         | Manchester United                                           | Red Bull Arena                                              | Harrison, Nueva Jersey                                      | 26.716                                                      |
| 2012                                                        | Estrellas MLS                                               | 3–2                                                         | Chelsea                                                     | PPL Park                                                    | Chester, Pensilvania                                        | 19.236                                                      |
| 2013                                                        | Estrellas MLS                                               | 1–3                                                         | A.S. Roma                                                   | Sporting Park                                               | Kansas City, Kansas                                         | 21.175                                                      |
| 2014                                                        | Estrellas MLS                                               | 2–1                                                         | Bayern Múnich                                               | Providence Park                                             | Portland, Oregón                                            | 21.733                                                      |
| 2015                                                        | Estrellas MLS                                               | 2–1                                                         | Tottenham Hotspur                                           | Dick's Sporting Goods Park                                  | Commerce City, Colorado                                     | 18.671                                                      |
| 2016                                                        | Estrellas MLS                                               | 1–2                                                         | Arsenal                                                     | Avaya Stadium                                               | San José, California                                        | 18.000                                                      |
| 2017                                                        | Estrellas MLS                                               | 1–1 (2–4 p)                                                 | Real Madrid                                                 | Soldier Field                                               | Chicago, Illinois                                           | 61.428                                                      |
| 2018                                                        | Estrellas MLS                                               | 1–1 (3–5 p)                                                 | Juventus                                                    | Mercedes-Benz Stadium                                       | Atlanta, Georgia                                            | 72.317                                                      |
| 2019                                                        | Estrellas MLS                                               | 0–3                                                         | Atlético de Madrid                                          | Exploria Stadium                                            | Orlando, Florida                                            | 25.527                                                      |
| 2020                                                        | Partido cancelado debido a la pandemia del COVID-19.        | Partido cancelado debido a la pandemia del COVID-19.        | Partido cancelado debido a la pandemia del COVID-19.        | Partido cancelado debido a la pandemia del COVID-19.        | Partido cancelado debido a la pandemia del COVID-19.        | Partido cancelado debido a la pandemia del COVID-19.        |
| Estrellas MLS contra la Liga MX All-Stars (2021–2022)       |                                                             |                                                             |                                                             |                                                             |                                                             |                                                             |
| 2021                                                        | Estrellas MLS                                               | 1–1 (3–2 p)                                                 | Liga MX All-Stars                                           | Banc of California Stadium                                  | Los Ángeles, California                                     | 21.000                                                      |
| 2022                                                        | Estrellas MLS                                               | 2–1                                                         | Liga MX All-Stars                                           | Allianz Field                                               | Saint Paul, Minesota                                        | 19.727                                                      |
| Estrellas MLS contra equipos invitados (2023)               |                                                             |                                                             |                                                             |                                                             |                                                             |                                                             |
| 2023                                                        | Estrellas MLS                                               | 0–5                                                         | Arsenal                                                     | Audi Field                                                  | Washington D. C.                                            | 20.621                                                      |
| Estrellas MLS contra la Liga MX All-Stars (2024–presente)   |                                                             |                                                             |                                                             |                                                             |                                                             |                                                             |
| 2024                                                        | Estrellas MLS                                               | 1–4                                                         | Liga MX All-Stars                                           | Q2 Stadium                                                  | Austin, Texas                                               | 20.931                                                      |
| 2025                                                        | Estrellas MLS                                               | 3–1                                                         | Liga MX All-Stars                                           | Q2 Stadium                                                  | Austin, Texas                                               | 20.738                                                      |

## Resultados por equipos
* Actualizado a 2025
| Equipo            | Ganador | Perdedor | Total |
| ----------------- | ------- | -------- | ----- |
| MLS All-Stars     | 12      | 9        | 21    |
| MLS East          | 5       | 1        | 6     |
| MLS West          | 2       | 4        | 6     |
| Manchester United | 2       | -        | 2     |
| Arsenal           | 2       | -        | 2     |
| Everton           | 1       | -        | 1     |
| Juventus          | 1       | -        | 1     |
| A.S. Roma         | 1       | -        | 1     |
| Atlético Madrid   | 1       | -        | 1     |
| Real Madrid       | 1       | -        | 1     |
| MLS USA           | 1       | -        | 1     |
| Liga MX All-Stars | 1       | 3        | 4     |
| Chelsea           | -       | 2        | 2     |
| Fulham            | -       | 1        | 1     |
| Tottenham Hotspur | -       | 1        | 1     |
| West Ham United   | -       | 1        | 1     |
| Bayern Munich     | -       | 1        | 1     |
| Guadalajara       | -       | 1        | 1     |
| Celtic            | -       | 1        | 1     |
| MLS World         | -       | 1        | 1     |
| United States     | -       | 1        | 1     |

## Resultados por país
* Actualizado a 2025
| Equipo         | Ganador | Perdedor | Total |
| -------------- | ------- | -------- | ----- |
| Estados Unidos | 20      | 15       | 35    |
| Inglaterra     | 5       | 5        | 10    |
| Italia         | 2       | -        | 2     |
| España         | 2       | -        | 2     |
| México         | 1       | 4        | 5     |
| Alemania       | -       | 1        | 1     |
| Escocia        | -       | 1        | 1     |
| Mundo          | -       | 1        | 1     |

## Jugador más valioso
| Año  | Jugador               | Equipo             |
| 1996 | Carlos Valderrama     | Este               |
| 1997 | Carlos Valderrama     | Este               |
| 1998 | Brian McBride         | MLS USA            |
| 1999 | Predrag Radosavljević | Oeste              |
| 2000 | Mamadou Diallo        | Este               |
| 2001 | Landon Donovan        | Oeste              |
| 2002 | Marco Etcheverry      | Estrellas MLS      |
| 2003 | Carlos Ruiz           | Estrellas MLS      |
| 2004 | Amado Guevara         | Este               |
| 2005 | Taylor Twellman       | Estrellas MLS      |
| 2006 | Dwayne De Rosario     | Estrellas MLS      |
| 2007 | Juan Pablo Ángel      | Estrellas MLS      |
| 2008 | Cuauhtémoc Blanco     | Estrellas MLS      |
| 2009 | Tim Howard            | Everton            |
| 2010 | Javier Hernández      | Manchester United  |
| 2011 | Park Ji-Sung          | Manchester United  |
| 2012 | Chris Pontius         | Estrellas MLS      |
| 2013 | Alessandro Florenzi   | A.S. Roma          |
| 2014 | Landon Donovan        | Estrellas MLS      |
| 2015 | Kaká                  | Estrellas MLS      |
| 2016 | Chuba Akpom           | Arsenal            |
| 2017 | Borja Mayoral         | Real Madrid        |
| 2018 | Josef Martínez        | Estrellas MLS      |
| 2019 | Marcos Llorente       | Atlético de Madrid |
| 2021 | Matt Turner           | Estrellas MLS      |
| 2022 | Dayne St. Clair       | Estrellas MLS      |
| 2023 | Bukayo Saka           | Arsenal            |
| 2024 | Juan Brunetta         | Liga MX All-Stars  |
| 2025 | Tai Baribo            | Estrellas MLS      |
| ---- | --------------------- | ------------------ |